# Casa Pataki–Teleki
Casa Pataki–Teleki este o clădire monument istoric din Cluj-Napoca, situată pe latura de est a Pieței Unirii. Este înscrisă în Registrul Monumentelor din România cu numărul CJ-II-m-B-07317.

## Descriere
Inițial, clădirea a fost o casă burgheză cu un etaj, în stil baroc și neoclasic. A fost construită în jurul anului 1790 pe așa-numitul teren Batzoni, cumpărat de la Biserica Reformată, de către familia Pataki din Sárospatak, mutată la Cluj la invitația principelui Gheorghe Rákóczi. În anul 1807, Sámuel Pataki a vândut clădirea văduvei contelui Imre Teleki, conte de Báratson-Palatinat. În 1845, a fost cumpărat de Domokos Teleki, un politician și istoric proeminent. Fațada clădirii a fost modificată în 1898, dar motivele rococo cu scoici de la parter și balustradele triunghiulare cu două etaje de la primul etaj au fost păstrate. La sfârșitul anilor 1950 și începutul anilor 1960, a fost adăugat un etaj pentru a-i da aspectul actual, pierderea proporțiilor originale afectând caracterul istoric al clădirii.
Etajul de sus a fost ocupat de Societatea Civică din 1880 până la dispariția acesteia în anul următor. Tot la etajul superior, la începutul anilor 1900, și-a amenajat biroul notarul regal István Gidófalvy. La parter se afla magazinul de lenjerie de pat și lenjerie de pat al lui Tamás Tamási, fondat în 1859, cu un departament separat de covoare pentru clienții burghezi și aristocrați. Alături, János Gámentzy a deschis un "magazin de modă fină" pentru femei. Pe partea dinspre strada Deák Ferenc se aflau faimosul magazin de hârtie Bernát și restaurantul Lukullus. La începutul secolului al XIX-lea, în sala de la primul etaj erau organizate spectacole de teatru de către trupa maghiară, până când aceasta s-a mutat în Teatrul de pe Ulița Lupilor.
Deasupra balconului dinspre Bulevardul Eroilor se află o placă memorială care amintește că generalul Józef Bem a stat în clădire de Crăciunu în timpul Revoluției Maghiare din 1848, la invitația lui Domokos Teleki.